# Matt Derbyshire
Matthew Anthony Derbyshire, mas conhecido como Derbyshire (Great Harwood, 14 de Abril de 1986) é um futebolista inglês que defende as cores do Macarthur FC.
Depois de passagem nos futebol inglês, Derbyshire,  vai por uma temporada para a Grécia e se adapta ao futebol grego, e é contratado em definitivo pela equipe de Piraeus, o Olympiakos.
No verão de 2010, foi emprestado ao Birmingham City